# Arto Lindsay

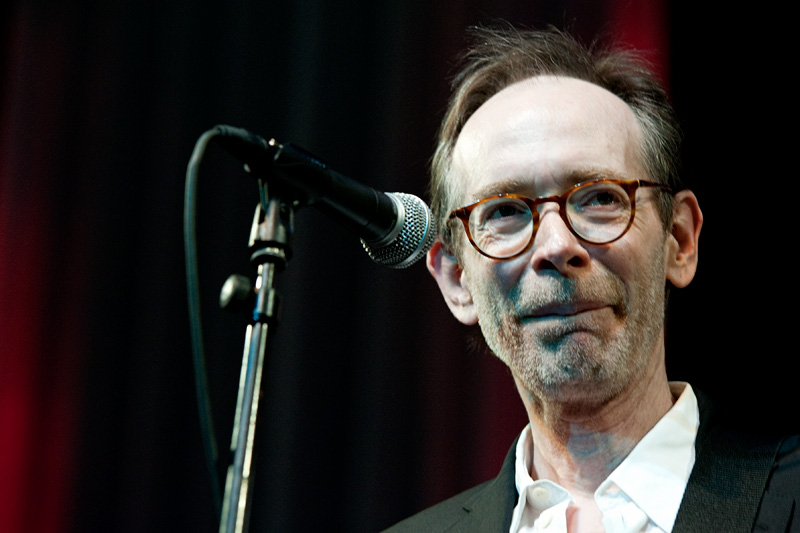
Arto Lindsay in 2010

Arto Lindsay (Richmond (Virginia), 28 mei 1953) is een Amerikaans gitarist, producer en zanger.

## Biografie
Lindsay begon zijn muzikale carrière met de oprichting van de No Wave band DNA eind jaren 1970 in New York. Lindsay is met name bekend vanwege zijn alternatieve benaderingswijze in zijn gitaarspel. Vergelijkbaar met Jad Fair speelt hij geen akkoorden of volgt in enige mate conventionele speltechnieken en werkt uitsluitend atonaal. Hij debuteert op het beroemde door Brian Eno geproduceerde album No Wave, New York als een van de vier bands op dit compilatie-album.
Aanvankelijk neigt zijn werk naar een vorm van vrij experimentele punk, maar gaandeweg hij vordert in zijn carrière werkt hij meer en meer samen met de zogenaamde down town scene muzikanten die meer een vorm van free jazz spelen.